# Bovolenta
Bovolenta is een gemeente in de Italiaanse provincie Padua (regio Veneto) en telt 3127 inwoners (31-12-2004). De oppervlakte bedraagt 22,7 km², de bevolkingsdichtheid is 138 inwoners per km².

## Demografie
Bovolenta telt ongeveer 1109 huishoudens. Het aantal inwoners steeg in de periode 1991-2001 met 1,8% volgens cijfers uit de tienjaarlijkse volkstellingen van ISTAT.
| Jaar | Inwoneraantal |
| ---- | ------------- |
| 1991 | 3088          |
| 2001 | 3144          |

## Geografie
Bovolenta grenst aan de volgende gemeenten: Brugine, Candiana, Cartura, Casalserugo, Polverara, Pontelongo, Terrassa Padovana.